# Ocala National Forest
Der Ocala National Forest ist ein Nationalforst im zentralnördlichen US-Bundesstaat Florida, in den Vereinigten Staaten. Er liegt nördlich der Stadt Orlando zwischen den Flüssen des Ocklawaha und dem St. Johns. Der Ocala National Forest erstreckt sich über die Countys Lake County, Marion County und Putnam County, wobei der Großteil des Nationalforsts in Marion County liegt. Der Nationalforst umfasst eine Fläche von 1550 Quadratkilometern. Er wurde 1908 gegründet und wird vom United States Forest Service verwaltet.

## Natur
Im Ocala National Forest gibt es das größte zusammenhängende Sand-Kiefern-Vorkommen der Welt. Ein hohes Wasservorkommen prägt den Wald, der mehr als 600 Seen, Flüsse und Quellen beherbergt. Vor allem findet man in diesem Gebiet viele Amphibien, wie die Eichenkröte, sowie Insekten und Spinnen.